# Handicapped Scuba Association
L'Handicapped Scuba Association (HSA) è una organizzazione internazionale didattica specializzata nell'insegnamento e certificazione subacquea di persone disabili.
Utilizza metodi di insegnamento innovativi e specifici per permettere a persone disabili paraplegiche e con patologie tali che non impediscono l'immersione subacquea, ma che aiutano tali persone a vivere emozioni e libertà di movimento solitamente non possibili in superficie poiché in acqua per la quasi assenza di gravità è possibile muoversi liberamente.